# Sardinops sagax
La sardina oceanica (Sardinops sagax Jenyns, 1842), conosciuta anche come sardina della California,  unico membro del genere Sardinops, è un pesce osseo marino appartenente alla famiglia Clupeidae.

## Descrizione
L'aspetto generale di questa specie non è dissimile a quello della comune sardina, il corpo è affusolato e a sezione cilindrica. Sull'opercolo branchiale sono presenti alcune caratteristiche striature ossee radiali che consentono di distinguere S. sagax da tutti gli altri Clupeidae che vivono nell'areale. Sul ventre sono presenti gli scutelli, ovvero le scaglie indurite tipiche dei clupeidi.
Il dorso ha colore azzurro-verdastro, fianchi e ventre sono biancastri. Sui fianchi ci sono da 1 a 3 file longitudinali di punti neri.
Raggiunge la lunghezza di 40 cm, la taglia media è sui 20 cm. Il peso massimo noto è inferiore a 500 grammi.

## Distribuzione e habitat
Questa specie popola le regioni temperate dell'Indo-Pacifico fino all'Oceano Pacifico orientale a nord fino alla California. Esistono sottospecie diverse in Sudafrica, Australia, Cile, Giappone e California. La sottospecie californiana effettua migrazioni stagionali verso nord nella stagione calda. Si tratta di un animale pelagico costiero. Frequenta acque a temperature comprese tra i 10 °C e i 23 °C. Catturata fino a una profondità di 40 metri.

## Biologia
Può vivere fino a 25 anni. Gregaria, forma densi banchi.

### Alimentazione
I giovani si cibano soprattutto di zooplancton, principalmente copepodi, mentre gli adulti si nutrono di fitoplancton.

### Riproduzione
La maturità sessuale avviene a due anni, talvolta a uno. Le uova e le larve sono pelagiche. La riproduzione avviene in stagioni diverse nelle varie parti dell'areale. Può deporre le uova più volte all'anno. Le femmine più grandi possono deporre fino a 45.000 uova per volta.

## Pesca
Si tratta di una specie importante per la pesca commerciale di diverse aree del pianeta. La pesca avviene con reti da circuizione. Impiegata soprattutto per la produzione di farina di pesce e olio di pesce ma utilizzata anche per l'alimentazione dell'uomo. L'entità degli stock, e quindi del pescato, è molto variabile di anno in anno a seguito di una molteplicità di fattori il più importante dei quali è El Niño. La maggior parte delle catture avviene in Cile, Perù e Messico.

## Conservazione
La conservazione di questa specie non desta grandi preoccupazioni e per questo la IUCN la pone nel più basso livello di minaccia.